# Epactoides spinicollis
Epactoides spinicollis är en skalbaggsart som beskrevs av Olivier Montreuil 2003. Epactoides spinicollis ingår i släktet Epactoides och familjen bladhorningar. Inga underarter finns listade i Catalogue of Life.